# Automóviles eléctricos en América
El uso del automóvil eléctrico en América representa una industria creciente dentro del continente. En 2015 Estados Unidos fue el país con mayor número de ventas de vehículos eléctricos a nivel mundial, con más de 400 mil en ese año, mientras que Canadá ocupa la novena posición a nivel mundial y la segunda en el continente, con cerca de 17 mil automóviles eléctricos.

## Brasil

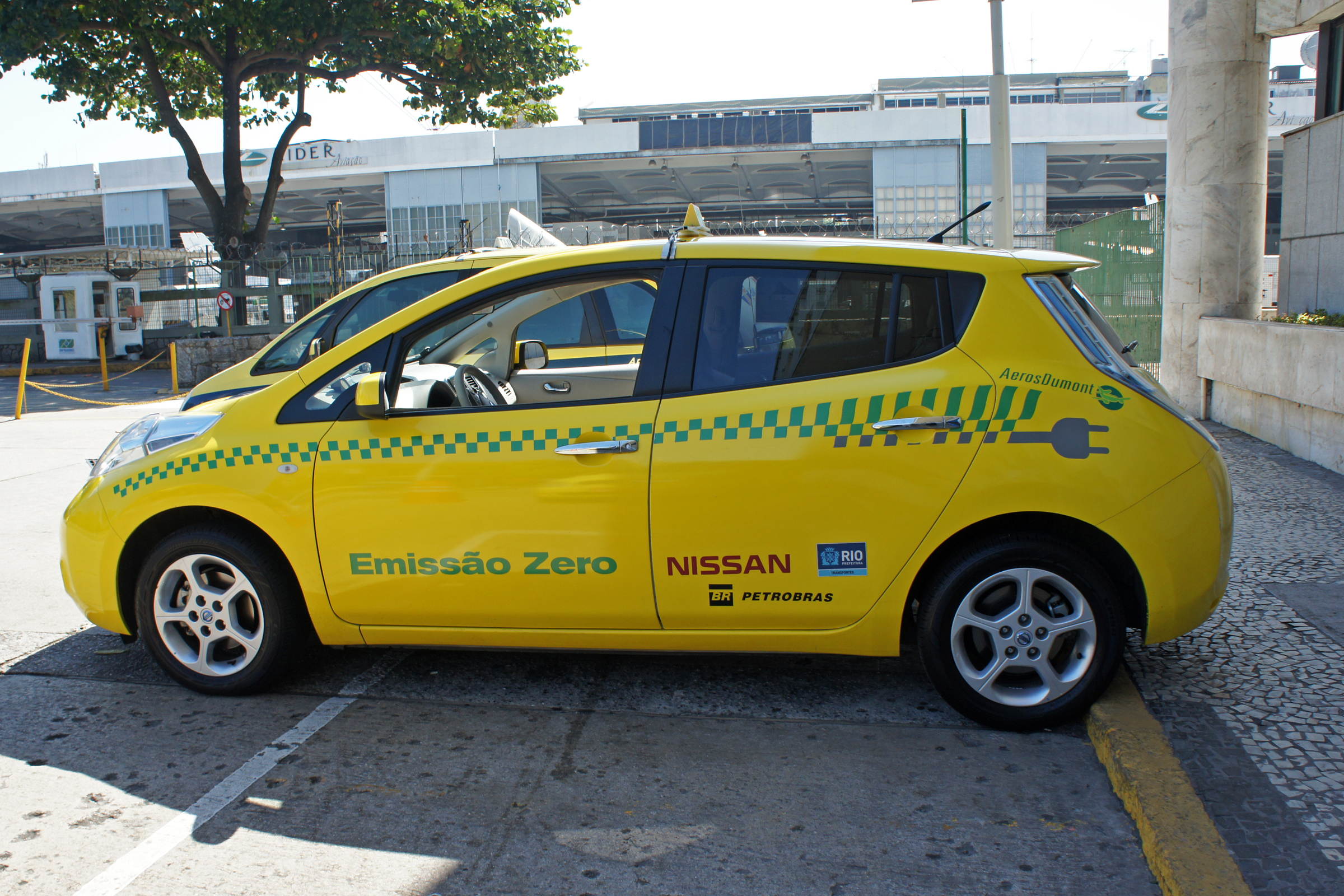
Nissan Leaf Operando como taxi en el aeropuerto Santos Dumont como parte de un programa en Rio de Janeiro.

Un total de 117 vehículos de propulsión eléctrica se registraron en Brasil en 2012, y 383 durante los primeros diez meses de 2013. Estas cifras incluyen tanto los vehículos eléctricos híbridos convencionales y los coches eléctricos. Los registros durante 2013 representan una cuota de mercado del 0,01% de las ventas de automóviles nuevos en el país hasta octubre de 2013. Para febrero de 2013, solo había 70 coches eléctricos registrados en el país, de los cuales, 68 eran coches corporativos, incluyendo 9 Nissan Leaf que se estaban siendo utilizados como taxis en Sao Paulo.
En mayo de 2010, el gobierno puso en espera una nueva política para promover la introducción de vehículos eléctricos y la decisión aún está pendiente. En su lugar, los vehículos eléctricos híbridos y vehículos eléctricos están sujetos a altos impuestos.
Para febrero de 2013, éstos incluyen un 35% de impuestos de importación, además de un impuesto del 55% sobre productos industrializados (IPI) importados fuera del Mercosur y México, el 13% de contribución a la seguridad social (PIS / COFINS), y entre el 12% y el 18% de impuesto sobre el tránsito de mercancías y servicios (ICMS), dependiendo del estado, que suman más de 120%. Los resultados de carga tributaria en un precio final promedio de R $ 200.000 (US $ 100 000) para un coche eléctrico, y hasta R $ 120.000 (US $ 60 000) para un híbrido regular. Para marzo de 2014, el impuesto para los híbridos y vehículos eléctricos importados variaba entre el 13% y el 25%, pero el gobierno está considerando la posibilidad de eximir a los coches eléctricos del IPI y reducir el impuesto de los híbridos al 2%, la misma tasa pagada por los pequeños coches fabricados en Brasil.

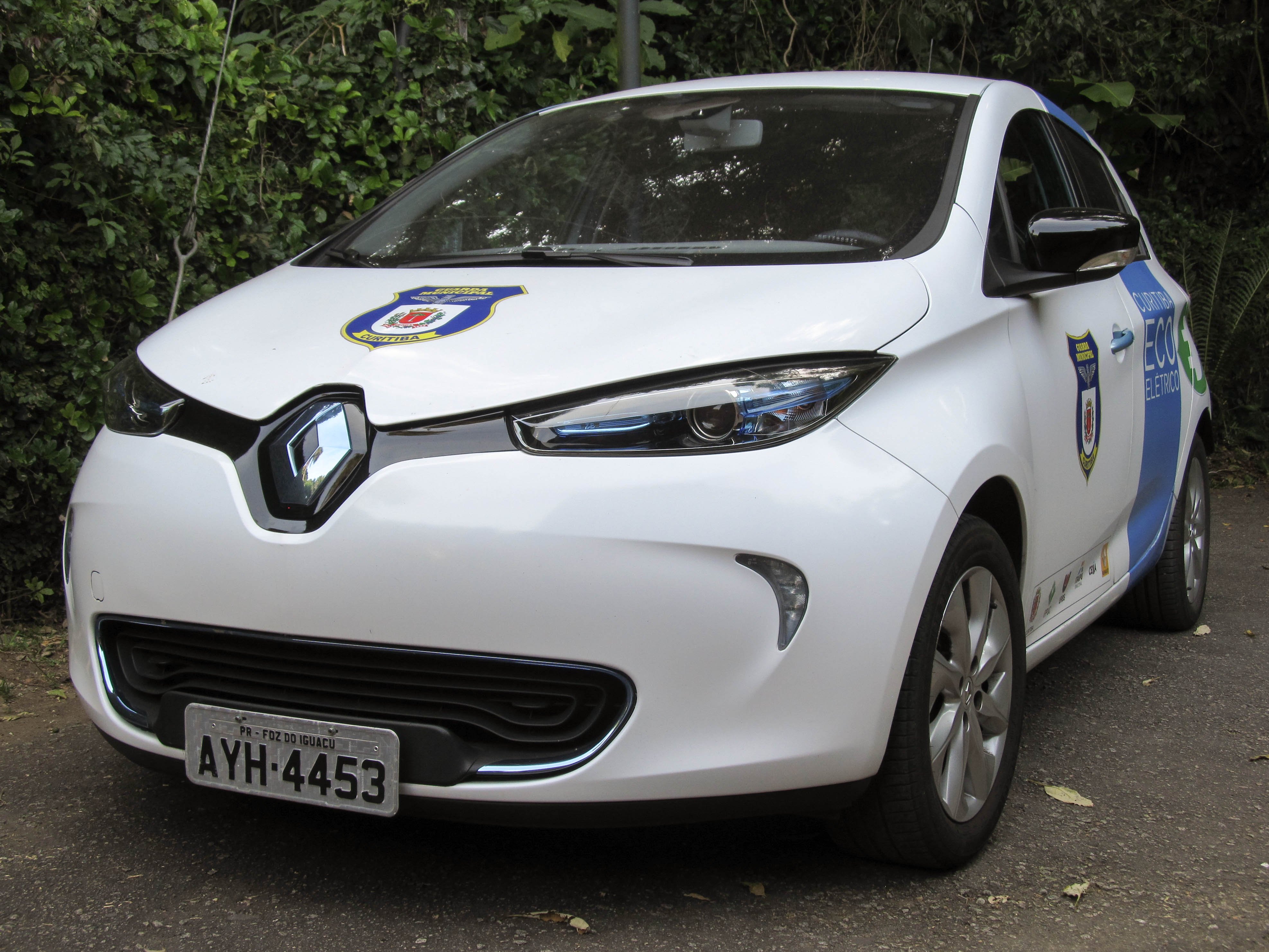
Renault Zoe siendo probado por la policía municipal de Curitiba

En marzo de 2013, dos Leaf de una flota de 15, fueron desplegados en Río de Janeiro para operar como taxis. Este programa es una asociación entre el gobierno de la ciudad de Río de Janeiro, Nissan do Brasil (NBA) y Petrobras. Los dos primeros taxis eléctricos están disponibles en el aeropuerto Santos Dumont y la carga se proporciona en dos estaciones de servicio de Petrobras en la Laguna Rodrigo de Freitas y en el barrio de Barra da Tijuca. El programa es parte del objetivo de la ciudad para reducir la emisión de gases de efecto invernadero en un 16% en 2016 en comparación con los niveles de emisión de 2005.
En junio de 2013, Nissan y el gobierno del Estado de Río de Janeiro firmaron un memorando de entendimiento para estudiar la posibilidad de fabricar el Nissan Leaf en el estado y toda la infraestructura necesaria para el funcionamiento de los coches eléctricos. El gobierno del estado proporcionaría incentivos fiscales durante la fase de inversión y el coche eléctrico será eximido de impuestos a la importación.

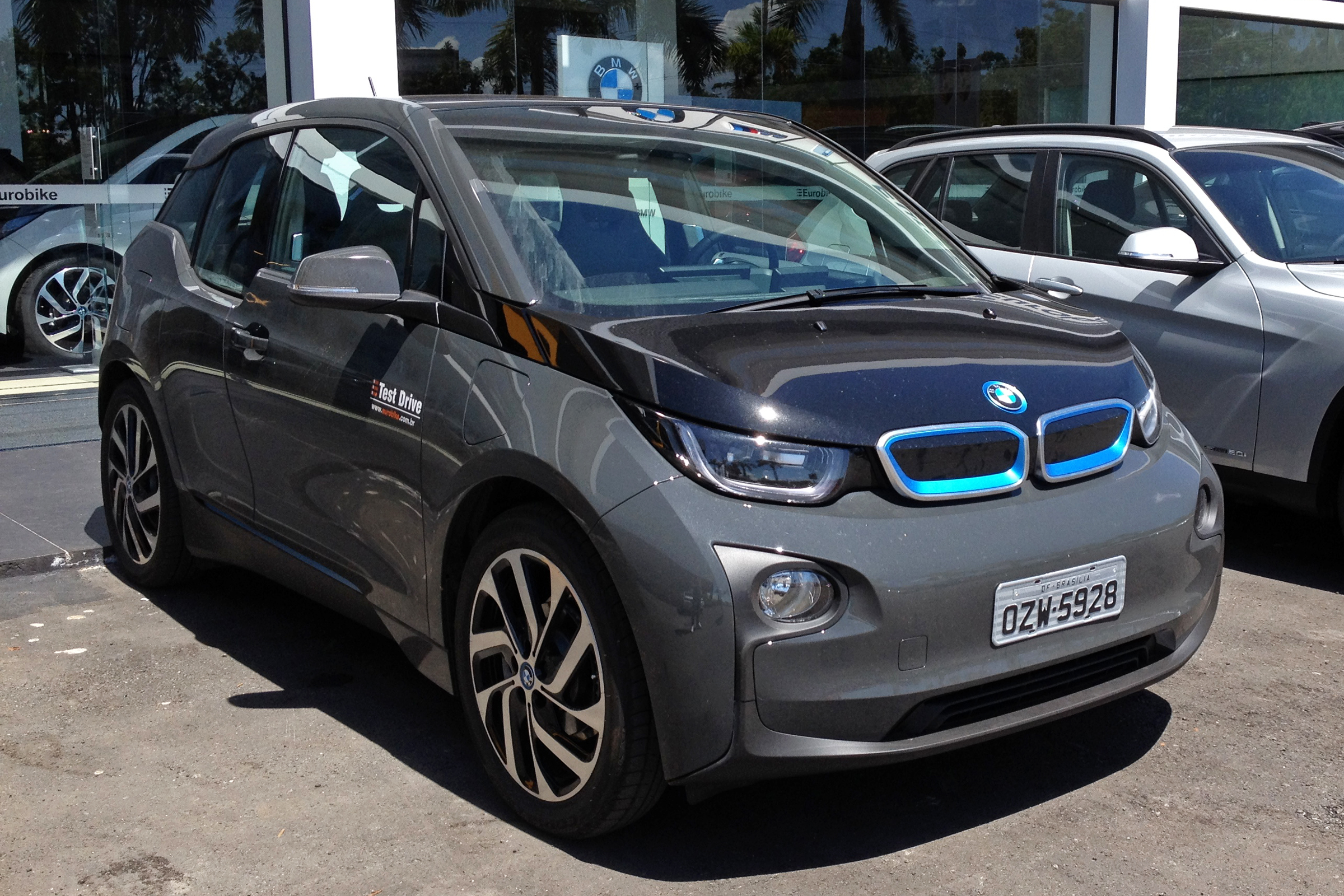
BMW i3 en Brasília.

En mayo de 2014 la ciudad de Sao Paulo aprobó una ley municipal para eximir eléctricos, híbridos y vehículos de pila de combustible del esquema de restricción de conducción en la ciudad (en portugués, rodízio veicular). También los propietarios de automóviles de propulsión eléctrica con un precio de compra de hasta R $ 150,000 (~ US $ 65,200) tienen derecho a un reembolso del 50% del impuesto sobre la propiedad de automóviles anual (IPVA) durante cinco años, hasta un total de R $ 10.000 (~ $ 4,300). El efecto de los beneficios se vio reflejado desde septiembre de 2015.
En septiembre de 2014, el BMW i3 se convirtió en el primer coche eléctrico disponible en el país para los clientes al por menor. Debido a los altos impuestos a la importación, los precios i3 comenzaron en R $ 225.900 (US $ 98,500) para el modelo totalmente eléctrico y en R $ 235.950 (US $ 102,600) para el modelo con la autonomía aumentada. El i3 solo está disponible en ocho ciudades: Sao Paulo, Río de Janeiro, Curitiba, Brasilia, Belo Horizonte, Salvador, Recife y Joinville.
De acuerdo con Research and Markets, se espera que las ventas de vehículos eléctricos en el país llegarán a 80.000 unidades anuales en 2020. La firma de investigación prevé que el mercado de vehículos eléctricos de Brasil probablemente será dominado por las motocicletas y scooters.

## Canadá
Las ventas acumuladas de coches eléctricos en Canadá superó la marca de 20.000 unidades para mayo de 2016. El Chevrolet Volt, el cual fue lanzado en 2011, es el vehículo eléctrico de mayores ventas en el país, con ventas de 6.387 unidades hasta mayo de 2015, lo que representa más del 30 % de todos los vehículos enchufables que se venden en el país. El segundo lugar lo ocupa el Tesla Model S con 4.160 unidades vendidas hasta abril de 2016, seguido por el Nissan Leaf con 3.692 unidades entregadas. El Model S fue el auto eléctrico con mayores ventas en 2015 con 2,010 unidades vendidas.

## Chile

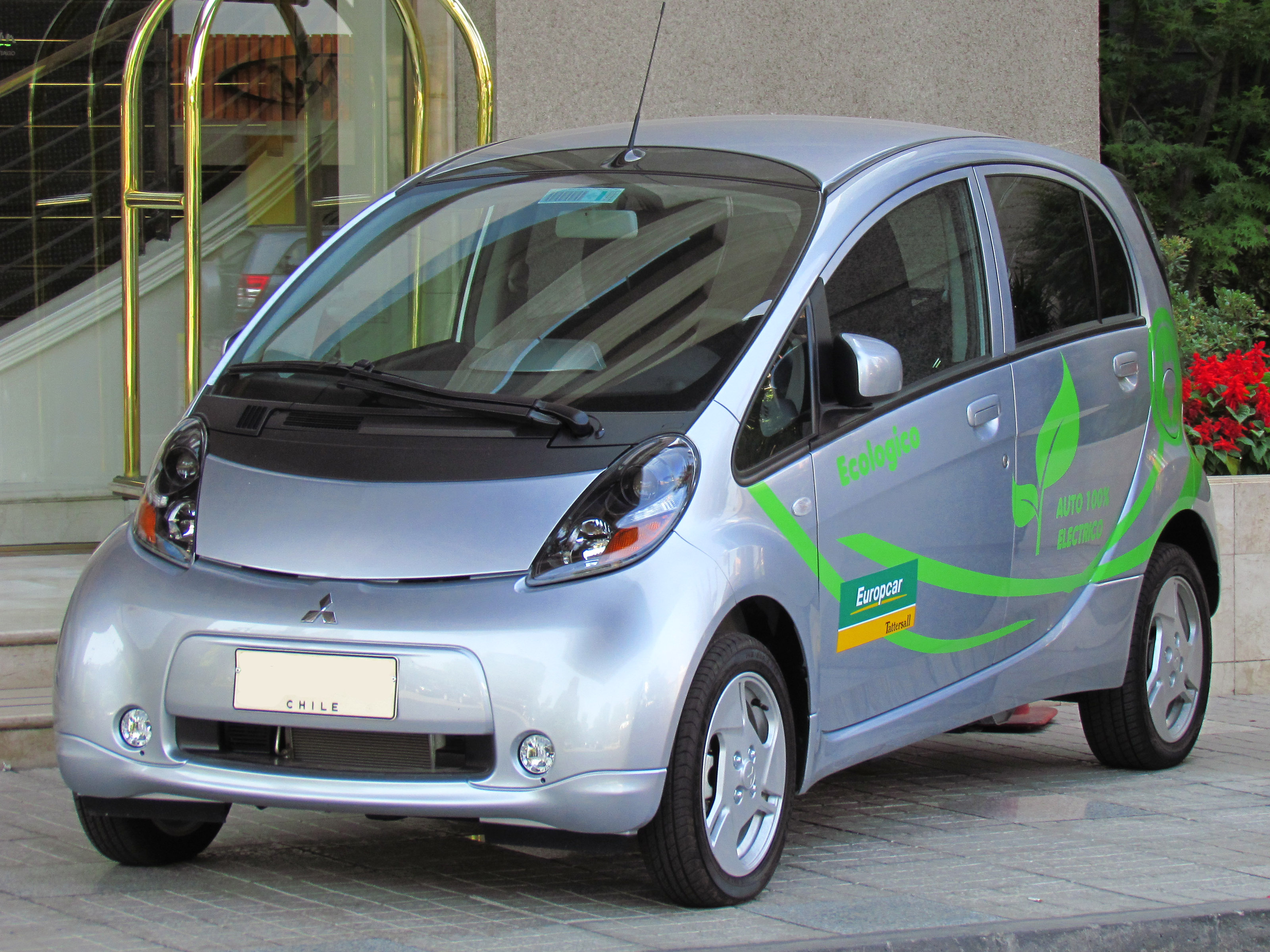
Mitsubishi i-MiEV en Chile

El i-MiEV fue lanzado en mayo de 2011 a un precio de 28,9 millones de pesos chilenos (US$60,000). Inicialmente estuvo limitado a 25 unidades. El primer centro de carga público (estación de carga) del país se abrió en abril de 2011 en preparación de la llegada de los primeros vehículos i-MiEV. Para agosto de 2012, solo se habían vendido diez unidades.
En agosto de 2014, Mitsubishi retiró el i-MiEV del mercado debido a sus bajas ventas e introdujo la Outlander eléctrica a un precio más bajo de US$54,000.[cita requerida] Más tarde BMW introdujo el segmento eléctrico "i" con el i3 (US$55,000) y el i8 (US$225,000);[cita requerida]

## Colombia
En 2013, el gobierno estableció incentivos para promover la adopción de vehículos eléctricos. Estos incluyen la exclusión del régimen de restricción de conducción en varias ciudades colombianas como Bogotá y Medellín. También el gobierno exentó totalmente a los eléctricos e híbridos de derechos de importación durante tres años, pero limitada a una cantidad anual de 750 vehículos de cada tipo. Todos los vehículos eléctricos están exentos del 100% si el valor del vehículo "Free On Board" (FOB) es inferior a 52.000 dólares, mientras que los enchufables con un motor de combustión interna de menos de 3 litros, el derecho de importación se redujo a 5%.

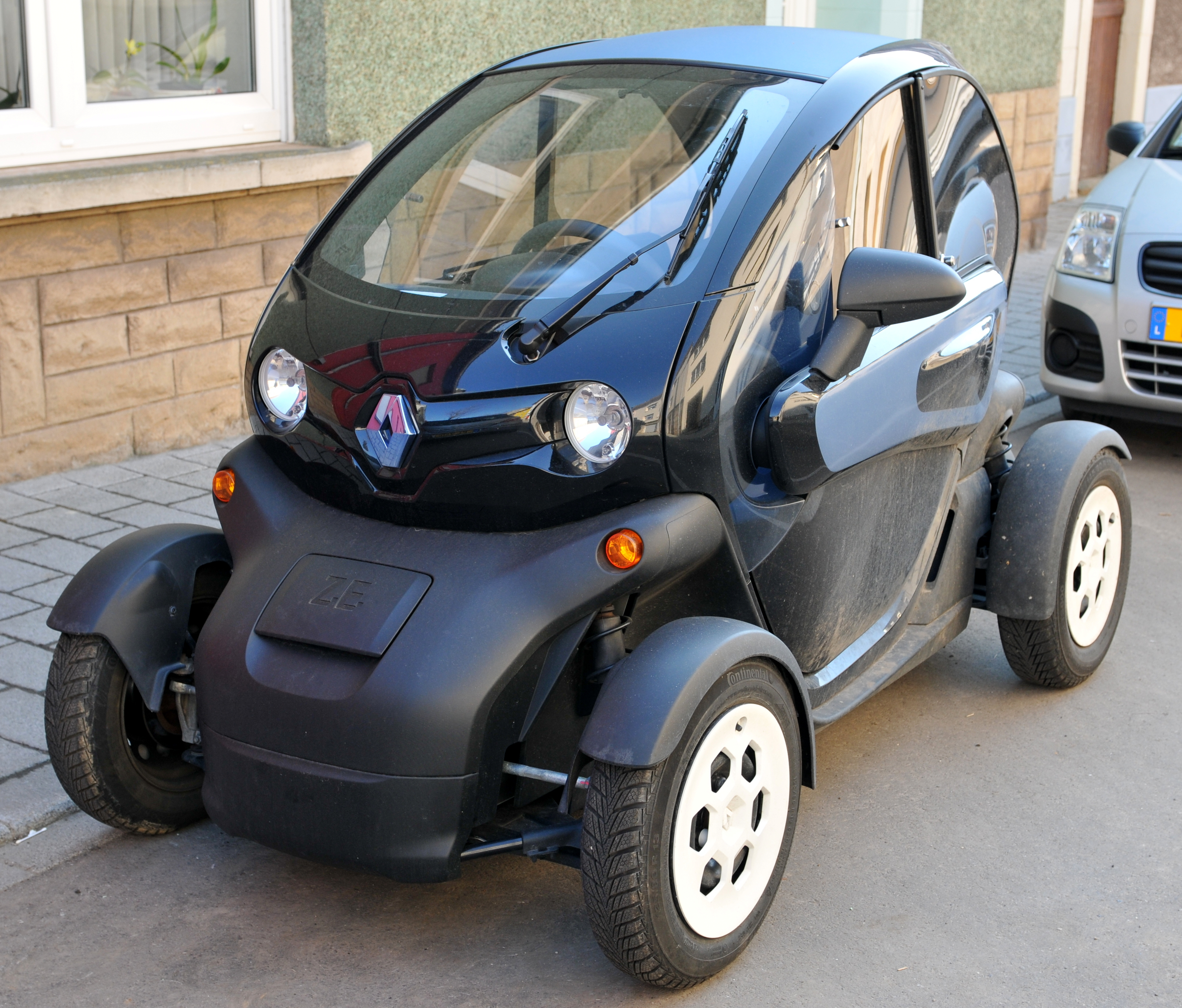
Los cuadriciclos completamente eléctricos Renault Twizy son el vehículo eléctrico de mayores ventas en Colombia.

La primera flota de taxis totalmente eléctricos en Sudamérica estaban compuestos de BYD e6 y se puso en marcha a principios de 2013, en Bogotá, la capital de Colombia, después de haber recibido la aprobación de la operación por el Ministerio de Transporte de Colombia. Los taxis están exentos del régimen de restricción de conducción. El programa es un esfuerzo por mejorar la calidad del aire local y servir de ejemplo a otras ciudades del país. En septiembre de 2013, fueron entregados un total de 45 taxis e6 de este programa piloto. La flota e6 son parte del "Proyecto BIOTAXIS de Colombia." Otros tres e6s BYD fueron enviados a Colciencias, La Administración de Tecnología, la Ciencia y la Innovación de Bogotá.
El BMW i3 se introdujo en Colombia a finales de 2014 con un precio de 154,9 millones de pesos colombianos (~US$49,000). Para junio de 2015, el i3 alcanzó ventas de 25 unidades. Todos los Renault Twizy fueron introducidos en el mercado de Colombia en junio de 2015 a un precio de 40 millones de pesos colombianos (~US$12,650). Las ventas de Mitsubishi Outlander P-HEV fueron programadas para comenzar en septiembre de 2015.
Las ventas minoristas durante 2014 ascendieron a 52 coches eléctricos y cuatro híbridos enchufables. Las pocas ventas son el resultado de la falta de infraestructura de carga y el precio relativamente alto de vehículos a pesar de los derechos de importación reducidos. Además de las estaciones de carga utilizados para la flota de taxis eléctricos, solo hay un punto de recarga público en Bogotá. Para junio de 2015, un total de 126 de vehículos eléctricos se han vendido en el país, sobre todo a los clientes corporativos y que consta de 43 e6s BYD (taxis), 35 Mitsubishi i-MiEV, 25 BMW I3S, 19 Renault Twizys, y las cuatro Nissan Leaf. Un total de 203 Twizy había sido vendido para junio de 2015, de los cuales 114 fueron vendidos en octubre, capturando una cuota de mercado del 0,1% de las ventas de automóviles nuevos, y la colocación de Colombia a la vanguardia del mercado de vehículos eléctricos en América Latina, junto con Costa Rica.
BYD E5, es el tercer carro eléctrico de la firma para Colombia y el segundo particular. Llegó equipado con una planta eléctrica de 121 caballos de potencia y 310 Nm de torque, autonomía de 400 km presentándose en noviembre de 2017.
En mayo de 2018 llegó el Renault Zoe, el cual cuenta con una batería de última generación con autonomía de 300 km, compuesta de iones de litio, tiene una capacidad de 41 kilovatios-hora (kWh). Con uno de cada dos autos eléctricos en el país llevando su emblema, la marca del rombo refuerza su oferta eléctrica.
El 18 de diciembre llegó el primer Tesla a Colombia. Se trata de un Model X P100D, este se suma otros vehículos eléctricos de lujo que han llegado a Colombia como el BMW i8 y el Jaguar i-Pace.
Colombia líder en venta de carros eléctricos en Latinoamérica, 390 vehículos eléctricos vendidos, se consolidó en el 2018 como el principal mercado de estos autos en la región, superando a México (201), Chile (129) y Ecuador (130), segundo y tercero, respectivamente.
Medellín, líder en movilidad eléctrica, pasó de tener en el año 2016 cuatro estaciones de carga a tener hoy (2.019) por parte de EPM 19 estaciones de carga, más 11 que la empresa privada ha estado instalando.
Además, en el mes de septiembre llegaron a la ciudad 64 buses, de la marca china BYD, que fueron adquiridos con recursos del Municipio por más de 75.000 millones de pesos (US $22.728.000) 100 por ciento libres de material particulado y con capacidad para recorrer hasta 384 kilómetros con una sola recarga y se sumarán a la flota de Metroplus.
Este sistema complementará la movilidad eléctrica de la ciudad, que incluye el metro, los cables aéreos y el tranvía, que diariamente movilizan a 950 mil personas.
La Ley 1964 del 11 de julio de 2019 da ciertos beneficios a propietarios de carros eléctricos en Colombia pero es un paño de agua tibia, porque son pocos los incentivos para la compra de estos vehículos.
En los primeros seis meses de este 2019, según cifras de la Asociación Nacional de Movilidad Sostenible (Andemos), se han vendido 320 vehículos eléctricos en Colombia, lo que representa un aumento de 154% respecto al mismo periodo del año pasado.
No obstante, la principal traba para masificar el uso de estos carros está en el precio, la autonomía y en la infraestructura para su recarga. Hoy el vehículo eléctrico más vendido del país es el Renault Twizy, seguido por el BMW I3. 
Los otros modelos 100% eléctricos que se ofrecen en el país son el Kia Soul y Renault Kangoo Z.E.

## Costa Rica
Para enero de 2015, la población de vehículos de propulsión eléctrica de Costa Rica constaba de 477 vehículos eléctricos híbridos y 2.229 de vehículos eléctricos enchufables, incluyendo vehículos turísticos, autobuses, motocicletas, cuatriciclos y bicicletas eléctricas. Con una flota registrada de 1.399.082 unidades a finales de 2014, los vehículos eléctricos representaban una cuota de 0,16 % de la población de vehículos de motor de Costa Rica. Costa Rica es considerado como el país líder en la adopción de vehículos eléctricos en Iberoamérica.

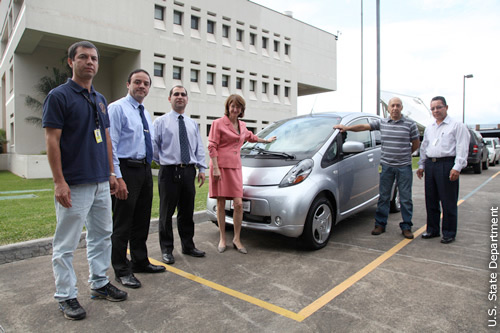
Mitsubishi i-MiEV de la embajada de E.U.A. en Costa Rica.

El primer vehículo eléctrico que salió a la venta en el país fue el Revai, introducido en marzo de 2009. El Revai, alimentado por baterías de plomo-ácido, vendió 10 unidades durante su primer mes en el mercado, 5 fueron comprados por clientes corporativos y los otros 5 por clientes individuales. El Mitsubishi i MiEV fue lanzado al mercado en febrero de 2011, con una disponibilidad inicial limitada de 25 a 50 unidades. Según Mitsubishi, Costa Rica fue seleccionada en el primer lanzamiento al mercado en América debido a su historial medioambiental, a pesar de la falta de incentivos gubernamentales para la compra de coches eléctricos.
Para febrero de 2013, solo un total de 61 coches totalmente eléctricos se habían registrado en el país, siendo 31 de ellos adquiridos por clientes individuales, 30 fueron vendidos a embajadas, universidades y clientes corporativos. La falta de infraestructura de recarga, carencia de puntos de recarga públicos en el país y la falta de incentivos del gobierno para reducir los impuestos de compra, fueron citados como las principales causas de las ventas de bajo volumen.
Nissan firmó un acuerdo con el gobierno de Costa Rica en febrero de 2012 para poner en práctica un programa piloto en el marco de la introducción del Nissan Leaf en el país. Se creó un grupo de trabajo a través del acuerdo de evaluar los requisitos de infraestructura para el despliegue de los coches eléctricos y la definición de incentivos del gobierno para los consumidores al comprar coches eléctricos. Nissan comenzó las ventas del Leaf a finales del 2013.

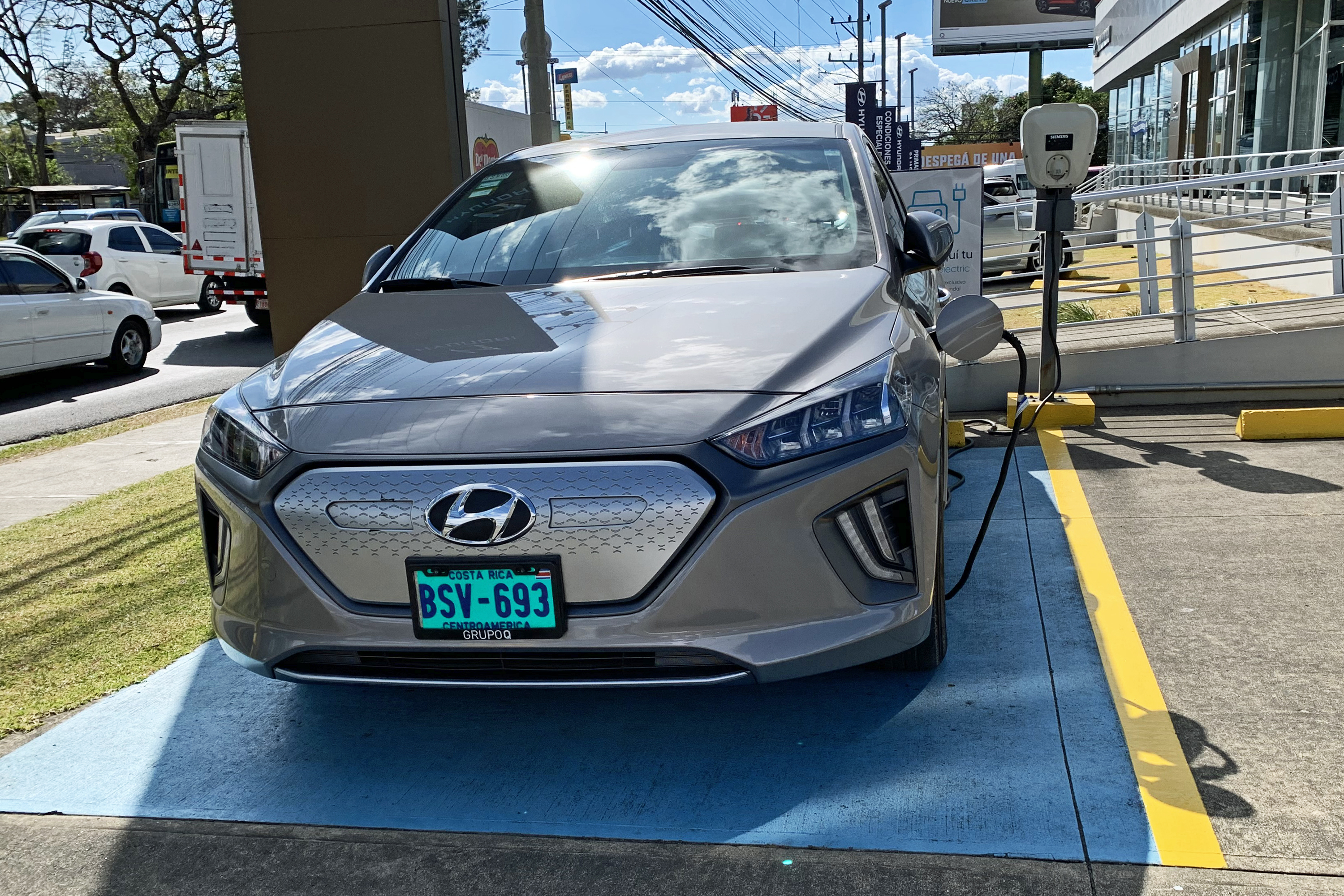
Hyundai Ioniq Electric recargando en San José

En enero de 2013, BYD Auto firmó un acuerdo con el Ministerio de Medio Ambiente y Energía de Costa Rica para desplegar 200 carros eléctricos BYD e6 para su uso como "taxis verdes". Estos vehículos eléctricos estarán exentos de derechos de importación y el gobierno se ha comprometido a desplegar puntos de carga en lugares estratégicos de la ciudad de San José.
Las ventas minoristas del híbrido enchufable de BYD Qin comenzaron en Costa Rica en noviembre.
Incentivos del gobierno
Inicialmente, el incentivo fiscal existente para la adquisición de vehículos eléctricos fue la exención del impuesto sobre el consumo aplicado en 2006, mientras que los vehículos convencionales pagan una tasa del 30%. Un proyecto de ley presentado en 2010 para reducir los impuestos de compra y de los derechos de importación no avanzó en la Asamblea Legislativa. Desde octubre de 2012, los coches eléctricos están exentos de la restricción de conducción implementada por número de placa para restringir el acceso al centro de San José, la capital del país.

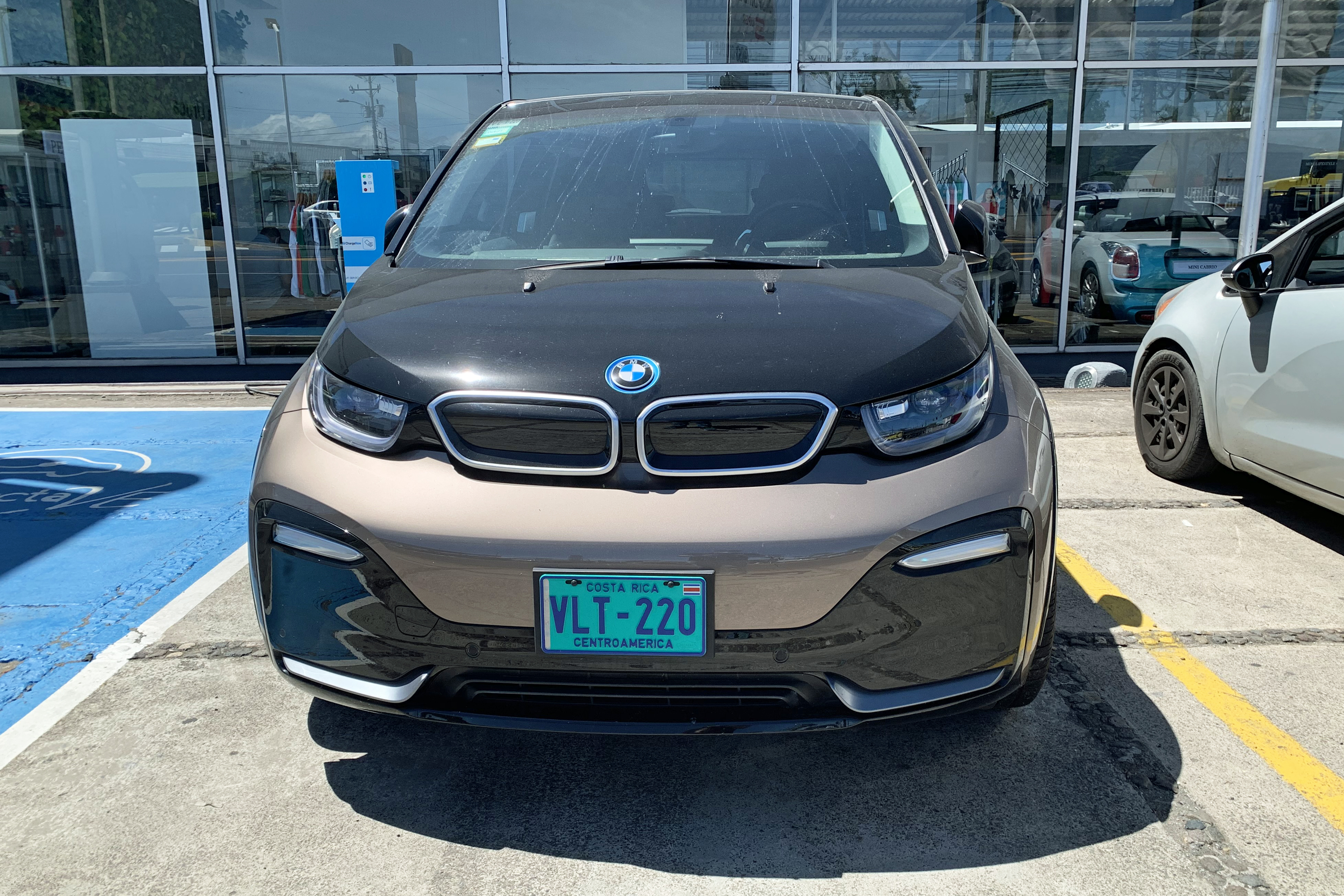
BMW i3 con las placas verdes que identifican a los vehículos 100% eléctricos beneficiados con las exenciones fiscales establecidas en 2018.

En octubre de 2015, la exdiputada Marcela Guerrero Campos presentó un nuevo proyecto de ley en la Asamblea Legislativa, llamado, "Incentivos y Promoción del transporte eléctrico", lo que eliminaría toda clase de impuestos sobre todo eléctrico y de vehículos híbridos, incluyendo los derechos de importación, impuestos sobre el consumo y el impuesto sobre las ventas, lo que resultaría en una reducción del 44% del precio de venta actual. El proyecto de ley también proponía parquímetros gratuitos para vehículos eléctricos, estacionamiento designado libre en las instalaciones públicas y privadas, y una exención de cinco años del impuesto anual de circulación. El proyecto de ley establece un tope de 100.000 unidades para beneficiarse de la ley y los beneficios estaría en vigor durante cinco años, lo que ocurra primero. Las exenciones fiscales incluye los automóviles de turismos, furgonetas de pasajeros, motocicletas, autobuses y trenes.
El proyecto de ley también promueve el desarrollo de la infraestructura de recarga con el objetivo de proporcionar puntos de recarga cada 80 kilómetros en las carreteras nacionales y cada 120 kilómetros en la red de carreteras municipales. El proyecto de ley también obliga a todas las agencias gubernamentales a reemplazar el 10% de sus flotas de automóviles por vehículos eléctricos; servicios de transporte y taxis públicos tienen la obligación de reemplazar lentamente sus flotas por vehículos eléctricos, con un mínimo de 10% de taxis ("ecotaxis"). Además, la ley proporcionaría incentivos de impuestos para las empresas que sustituyen con eléctricos al menos el 10% de su flota, con un mínimo de tres vehículos de empresa.
El 25 de enero del 2018 se aprueba la Ley de Incentivos y Promoción para el Transporte Eléctrico, Ley N.º 9518, la cual entró en vigencia con su publicación el 6 de febrero de 2018. Para agosto del 2021, el país tiene un acumulado de 4.097 vehículos eléctricos (de todo tipo), lo cual representa un 4,03% de toda la flota vehicular existente. A esa misma fecha, se han vendido 681 carros eléctricos durante el año 2021.

## Estados Unidos
Hasta diciembre de 2019, Estados Unidos tiene la tercera mayor flota de vehículos eléctricos en el mundo, con cerca 1.4 millones de carros eléctricos enchufables con capacidad de transitar por carretera, vendidos desde 2010. Para mayo de 2016, el valor de vehículos enchufables estadounidenses representaba el 33 % de la población mundial de vehículos eléctricos enchufables ligeros.

## México

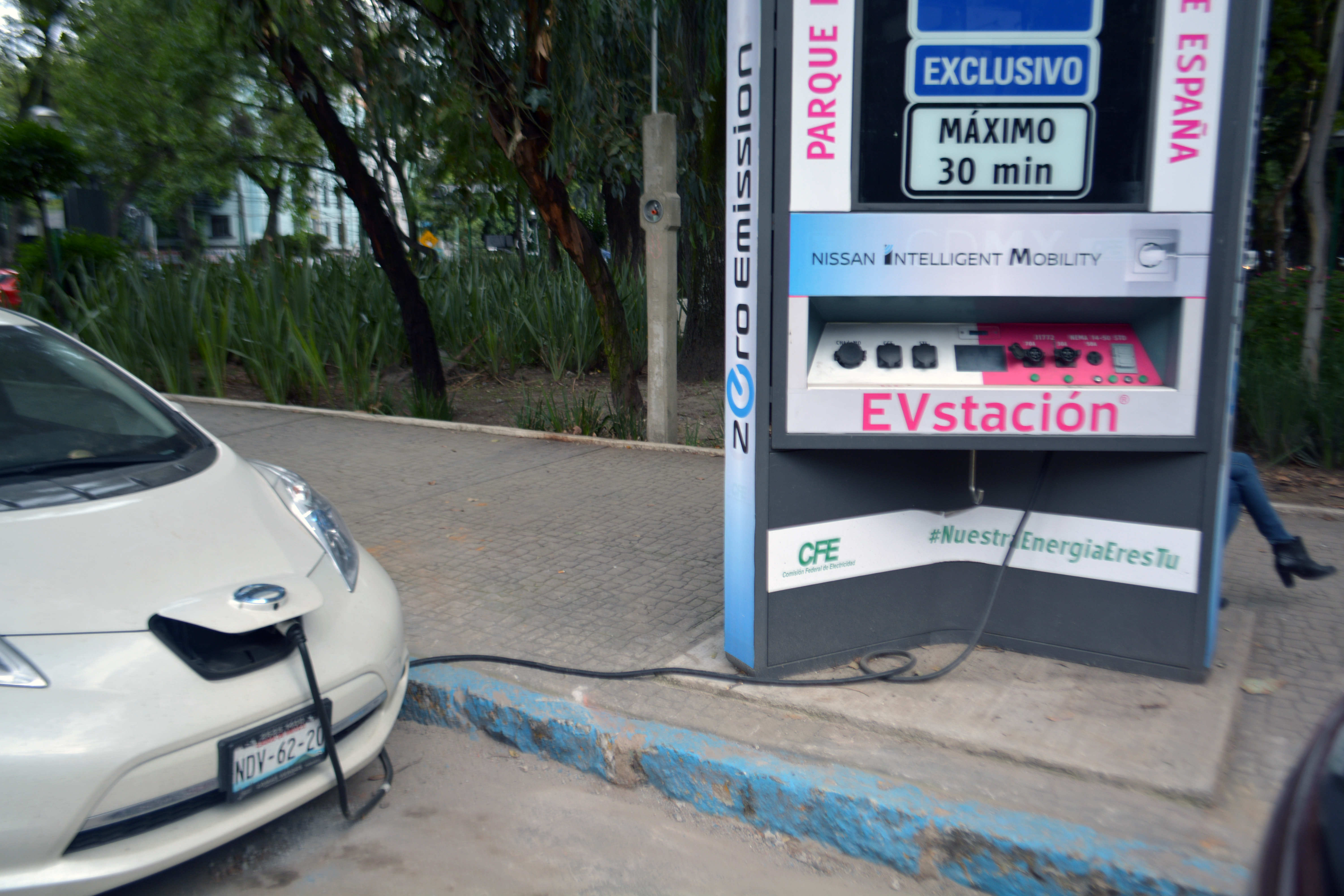
Nissan Leaf cargando en una estación pública del Parque España, Ciudad de México.

En octubre de 2009 Nissan llegó a un acuerdo con el gobierno local de la Ciudad de México, por el cual 500 Leaf serían entregados en 2011 para el uso del gobierno y de flotas corporativas. A cambio, la infraestructura de recarga iba a ser desplegado por el gobierno de la ciudad y está llevando a cabo una exención del impuesto sobre la propiedad. El gobierno de la Ciudad de México también llegó a un acuerdo con Nissan en noviembre de 2010 a fin de que los primeros 100 Leaf operaran como parte de la flota de taxis de la capital para ser introducido en el país. Los primeros Leaf destinados a flotilla de taxis se entregaron para finales de septiembre de 2011, permitiendo que el país se convierta en el primer mercado de América Latina, donde el Leaf está disponible.
Para febrero de 2013, había cerca de 70 Leaf en el país, empleados como taxis, 50 en Aguascalientes y 20 en Ciudad de México. El programa de Aguascalientes se inició en mayo de 2012, y su aplicación incluye el despliegue de un garaje con 58 puntos de recarga, el mayor de su tipo en el mundo. Carrot México, una empresa que opera carsharing en la Ciudad de México, adquirió 3 Leaf que están disponibles para sus 1.600 clientes. Para octubre de 2012, no había incentivos fiscales del gobierno disponibles para bajar el precio de compra de los coches eléctricos, ni las tarifas eléctricas preferenciales para los propietarios de automóviles eléctricos. Sin embargo, los coches eléctricos están exentos del régimen de restricción de conducción implementado por número de placa para restringir el acceso a la Ciudad de México para mejorar la calidad del aire.
Las ventas del Nissan Leaf comenzaron en junio de 2014, con un número limitado solo para la Ciudad de México. Las entregas a los clientes comenzaron en agosto de 2014. El BMW i3 e i8 se encuentran actualmente disponibles en el país. Las entregas del i3 comenzó en la Ciudad de México a mediados de septiembre de 2014.
La segunda generación Volt fue lanzado para clientes minoristas en diciembre de 2015. Los precios comenzaron desde 638.000 pesos ( ~ US $ 36 880 ) y está disponible en la Ciudad de México, Monterrey, Guadalajara, Querétaro y Puebla. También en diciembre, comenzaron las ventas del Tesla Model S en la Ciudad de México. Inicialmente no existen sistema de estaciones de carga en el país.

## Puerto Rico
En Puerto Rico el gobierno aprobó una ley que apoya grandemente la industria de autos eléctricos la Ley 81 «Ley para el Fomento de los autos impulsados mayormente por electricidad» brinda a los consumidores exención en el pago de arbitrios de un 100% en autos eléctricos. Esta exención estará vigente hasta que el 30% de los vehículos importados sean eléctricos, lo que da ventaja a un sinnúmero de consumidores por varios años gracias a que el mercado importa una media de 86,000 vehículos por año. Desde 2013 se han importando una cantidad mínima de autos eléctricos a la isla los datos del departamento de estadística de Puerto Rico en su área de comercio externo indican que hasta 2019 solo se han importado sobre 489 vehículos eléctricos en su mayoría Tesla.
La compañía Tesla es la que más se ha beneficiado de este mercado, por el montemos solo existen varios competidores que le están haciendo frente, estos son Audi, Hyundai, Porsche y Jaguar.
El mercado todavía se encuentra en pañales, las proyecciones son que para el 2030 se estén importando sobre 28,140 autos eléctricos  a Puerto Rico dato obtenido de un análisis del mercado hecho tomando en cuenta los datos del departamento de estadísticas y las importaciones de autos desde 2013 según GUIA.